# Eric Stevenson
Eric Stevenson (Bonnyrigg, 25 dicembre 1942 – 18 maggio 2017) è stato un calciatore scozzese, di ruolo attaccante.
Abile ala su entrambe le fasce, era solito indossare la maglia numero 11.

## Carriera
Formatosi nell'Edina Hearts, venne ingaggiato per le giovanili dall'Hearts ma a seguito di alcune irregolarità del suo contratto passò all'Hibernian, club con cui esordisce nella stagione 1960-1961 ottenendo l'ottavo posto finale. Nella Scottish Division One 1961-1962, ottiene l'ottavo posto finale.
Nella stagione 1962-1963 ottiene il sedicesimo posto finale mentre nella Coppa delle Fiere 1962-1963 giunge ai quarti di finale.
Nella stagione 1963-1964 conquista il decimo posto finale. Il quarto posto è ottenuto l'anno dopo.
Nella stagione 1965-1966 Stevenson con i suoi ottiene il sesto posto finale, a cui segue un quinto l'anno seguente.
Nell'estate 1967 con gli Hibs disputò l'unica edizione del campionato dell'United Soccer Association, lega che poteva fregiarsi del titolo di campionato di Prima Divisione su riconoscimento della FIFA: quell'edizione della Lega fu disputata utilizzando squadre europee e sudamericane in rappresentanza di quelle della USA, che non avevano avuto tempo di riorganizzarsi dopo la scissione che aveva dato vita al campionato concorrente della National Professional Soccer League; gli scozzesi rappresentarono i Toronto City Soccer Club. Gli Hibs, nelle veci del Toronto City non superarono le qualificazioni per i play-off, chiudendo la stagione al terzo posto della Eastern Division.
Nella stagione 1967-1968 ottiene il terzo posto finale, raggiungendo inoltre la semifinale della Coppa delle Fiere 1967-1968.
Chiude la Scottish Division One 1968-1969 al dodicesimo posto, mentre il cammino nella Coppa delle Fiere 1968-1969 si ferma agli ottavi di finale. Raggiunge inoltre la finale della Scottish League Cup 1968-1969, persa contro il Celtic.
Nella stagione 1969-1970 ottiene il terzo posto finale, a cui segue nel 1970-1971, ultima stagione di Stevenson agli Hibs, il dodicesimo posto finale.
A seguito dell'arrivo di Eddie Turnbull agli Hibs, Stevenson nel 1971 si trasferisce all'Ayr Utd con cui ottiene nella Scottish Division One 1971-1972 il dodicesimo posto, risultato seguito da un sesto posto finale nella stagione seguente.
Ritiratosi dal calcio giocato si dedicò alla sua attività commerciale a Bonnyrigg. È deceduto il 18 maggio 2017 a 74 anni di cancro.